# Foyer (salle)
Pour les articles homonymes, voir Foyer.
 (avril 2023).
Si vous disposez d'ouvrages ou d'articles de référence ou si vous connaissez des sites web de qualité traitant du thème abordé ici, merci de compléter l'article en donnant les références utiles à sa vérifiabilité et en les liant à la section « Notes et références ».

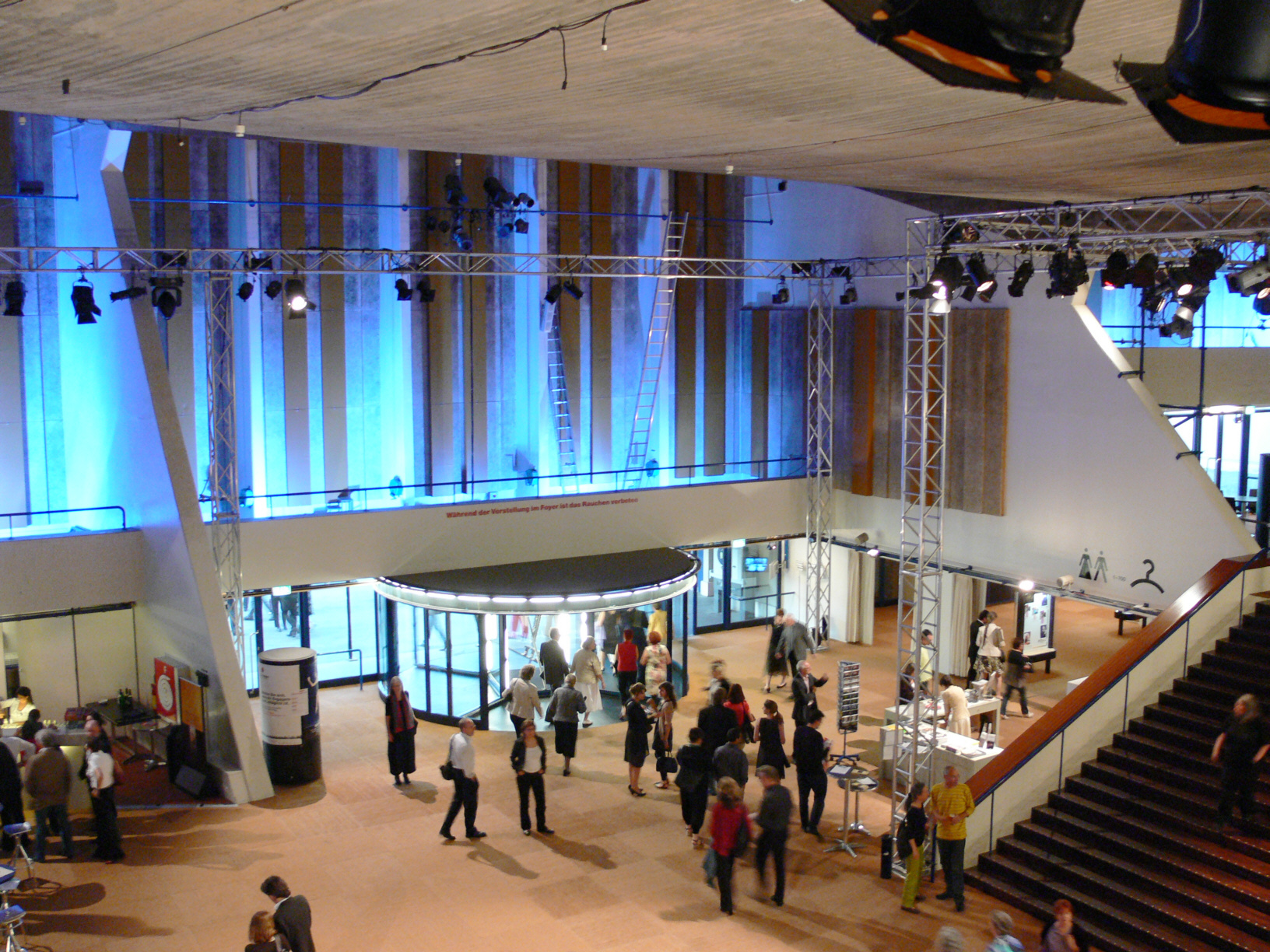
Foyer du théâtre de Bâle.

Le foyer est un vaste hall d'entrée d'un bâtiment public, en particulier d'une salle de spectacle (opéra, théâtre, salle de concert), de congrès ou d'un hôtel (actuellement désigné par le terme anglais lobby).
Le foyer est directement accessible à partir de l'entrée du bâtiment et comprend généralement un vestiaire.
Dans les théâtres anciens, le hall d'entrée donnant accès au vestiaire s'appelle naturellement le vestibule. La salle d'apparat qui le surmonte et accueille le public durant les entractes a pris nom de foyer car elle était chauffée par un âtre, contrairement au vestibule, largement ouvert sur l'extérieur.
Un de ses usages est de permettre à l'auditoire de s'y rendre pendant les pauses du spectacle afin de prendre un rafraîchissement ou une collation.